# Vexillum acromiale
Vexillum acromiale is een slakkensoort uit de familie van de Costellariidae. De wetenschappelijke naam van de soort is voor het eerst geldig gepubliceerd in 1915 door Hedley.